# Аттіліо Трере
Аттіліо Трере (італ. Attilio Trerè; нар. 10 листопада 1887, Мілан — пом. 2 січня 1943, Рим) — італійський футболіст, півзахисник, воротар. По завершенні ігрової кар'єри — футбольний тренер.
Як гравець насамперед відомий виступами за «Мілан» та національну збірну Італії.
Дворазовий чемпіон Італії.

## Клубна кар'єра
У дорослому футболі дебютував 1905 року виступами за команду клубу «Мілан», в якій провів чотири сезони, взявши участь у 13 матчах чемпіонату.
Протягом 1909—1910 років захищав кольори команди клубу «Аузонія».
1910 року повернувся до «Мілана». Цього разу відіграв за «россонері» наступні п'ять сезонів своєї ігрової кар'єри.
Завершив професійну ігрову кар'єру у нижчоліговому клубі «Аурора», за команду якого виступав протягом 1912—1914 років.

## Виступи за збірну
1910 року дебютував в офіційних матчах у складі національної збірної Італії. Протягом кар'єри у національній команді, яка тривала 5 років, провів у формі головної команди країни лише 5 матчів. У складі збірної був учасником футбольного турніру на Олімпійських іграх 1912 року у Стокгольмі.

## Кар'єра тренера
Протягом років, проведених у команді «Аурора», був її граючим тренером. Досвід тренерської роботи обмежився цим клубом.

## Титули і досягнення
- Чемпіон Італії (2):

«Мілан»: 1906, 1907